# Crímenes del huerto del francés
Los crímenes del huerto del francés fueron una serie de seis asesinatos que se perpetraron en la localidad de Peñaflor, provincia de Sevilla (España), entre los años 1898 y 1904. Los crímenes fueron cometidos por Andrés Aldije Monmejá, conocido como El Francés por ser natural de Agén (Francia) y José Muñoz Lopera. Ambos cómplices habían montado una casa de juego ilegal y robaban y asesinaban a algunos de los que acudían a la misma. Tras ser condenados a pena de muerte, fueron ejecutados mediante garrote vil el 31 de octubre de 1906 en la Cárcel del Pópulo de Sevilla. Basándose en estos hechos, el director de cine Paul Naschy realizó en el año 1977 la película titulada El huerto del francés, estrenada al año siguiente.